# 39. Sinfonie (Mozart)
Die Sinfonie Es-Dur Köchelverzeichnis 543 komponierte Wolfgang Amadeus Mozart im Sommer 1788 in Wien. Nach der Alten Mozart-Ausgabe trägt die Sinfonie die Nummer 39.

## Allgemeines zu den Sinfonien KV 543, KV 550 und KV 551

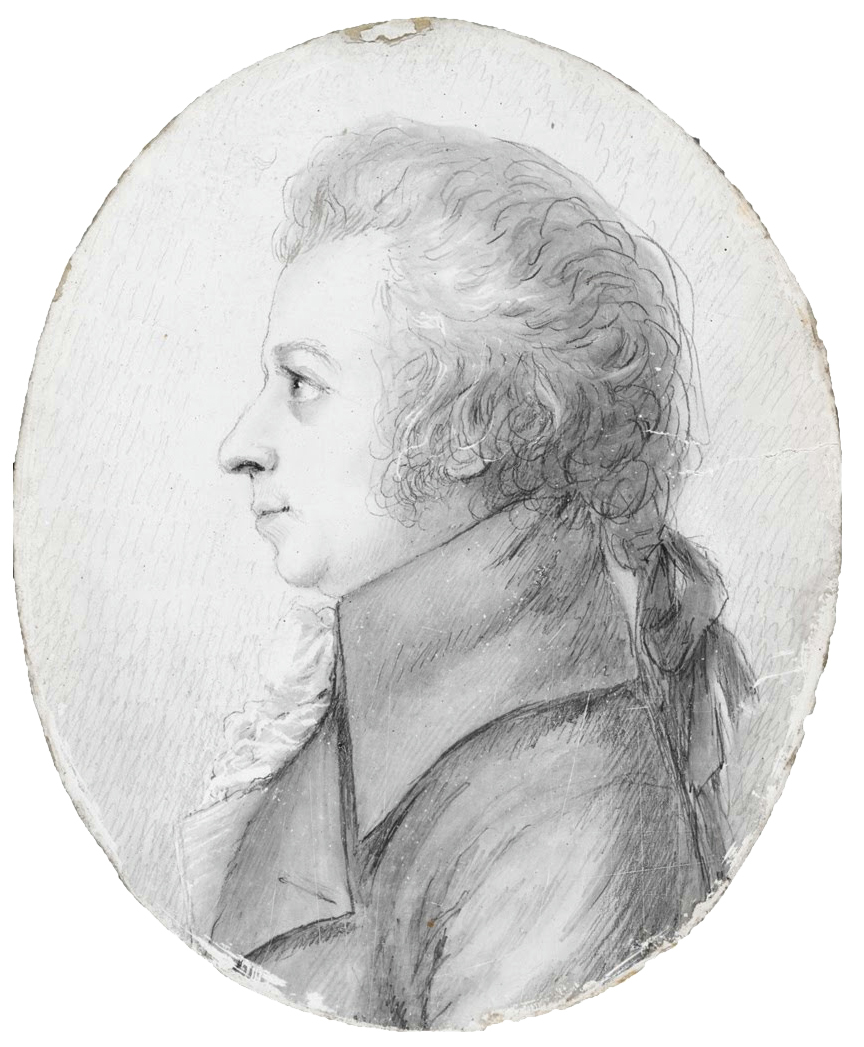
Mozart im Jahr 1789, Silberstiftzeichnung von Doris Stock

Nach Mozarts Verzeichnüß aller meiner Werke entstanden die drei letzten Sinfonien Köchelverzeichnis (KV) 543, KV 550 und KV 551 innerhalb weniger Wochen im Sommer 1788. Die Einträge stammen vom 26. Juni, 25. Juli und 10. August, wobei damit vermutlich das Ende der Kompositionsarbeit gemeint ist. Mozart schrieb die Werke in einer Krise, die durch Geldsorgen und Depression gekennzeichnet war (Brief vom 27. Juni 1788 an Michael Puchberg):

„Kommen Sie doch zu mir und besuchen Sie mich; ich bin immer zu Hause; – ich habe in den 10 Tagen daß ich hier wohne mehr gearbeitet als in andern Logis in 2 Monat, und kämen mir nicht so oft so schwarze Gedanken (die ich nur mit Gewalt ausschlagen muß) würde es mir noch besser von Statten gehen …“

Da sichere Belege für konkrete Aufführungen der Werke zu Mozarts Lebzeiten nicht vorhanden sind, nahmen frühere Autoren an, Mozart habe die Sinfonien ohne Hoffnung auf eine Aufführung komponiert, d. h. nur für sich selbst oder „für die Ewigkeit“. Dies entsprach der romantischen Kunstauffassung des 19. Jahrhunderts vom armen, weltfremden und verkannten Genie. Aus heutiger Sicht erscheint es dagegen unwahrscheinlich, dass Mozart derartig umfangreiche Partituren ohne Aussicht auf eine Aufführung geschrieben haben soll. Bezüglich des Kompositionsanlasses kommen verschiedene Deutungen in Frage:
- Planung für eine Aufführung von Konzerten im Sommer 1788. Von diesen fand aber offenbar nur das erste statt, während die anderen aus Mangel an Interesse abgesagt wurden.
- Planung für eine Veröffentlichung: Es war damals üblich, drei größere oder sechs kleinere Werke als ein Opus herauszugeben. Hierbei könnte Mozart durch die 1787 von Joseph Haydn veröffentlichten Sinfonien Nr. 82, 83 und 84 beeinflusst worden sein, die in denselben Tonarten stehen: C-Dur, g-Moll, Es-Dur.[2]
- Planung für eine Englandreise 1788, die dann aber nicht stattfand.

Trotz des Fehlens sicherer Belege meinen mehrere Autoren, dass die drei Sinfonien möglicherweise doch zu Mozarts Lebzeiten aufgeführt worden sein könnten. In Frage kommen folgende überlieferte Veranstaltungen (es ist jeweils nicht klar, welche Sinfonie Mozarts aufgeführt wurde):
- Beim Konzert von Mozart am Dresdner Hof am 14. April 1789 wurden wahrscheinlich auch Sinfonien gespielt.
- Beim Konzert am 15. Oktober 1790 in Frankfurt wurde eine Mozart-Sinfonie gespielt.
- Beim Konzert am 16. und 17. April 1791 der Tonkünstler-Sozietät unter Leitung von Antonio Salieri wurde „Eine große Sinfonie von der Erfindung des Hrn. Mozart“ mit Beteiligung von den mit Mozart befreundeten Klarinettisten Johann und Anton Stadler gespielt.

Die Frage nach Gemeinsamkeiten zwischen den Werken im Sinne einer „Trias“ wird unterschiedlich beurteilt. Peter Gülke (1997) sieht in der Einleitung zu KV 543 eine Introduktion und im Finale von KV 551 den Abschluss für die drei Sinfonien insgesamt, weist aber auch auf die Spekulativität der Überlegungen hin. Ähnlich äußern sich Bernhard Paumgartner (1957) und Peter Revers (2007), während andere Autoren skeptischer sind. So hebt z. B. Volker Scherliess (2005) die Unterschiede in der Instrumentierung hervor und meint: „Betrachtet man die Sinfonien, so fällt eher das Individuelle als das Verbindende auf. (…) Wollte man sie als zusammengehörige Werkgruppe auffassen, so wäre – paradox gesagt – ein Moment der Zusammengehörigkeit schon darin zu sehen, wie unterschiedlich sie im Einzelnen gestaltet sind (…).“ Ein gemeinsamer Aspekt liegt jedoch in ihrer Entstehungsgeschichte: sie sind innerhalb einer kurzen Zeit komponiert worden.

## Zur Musik
Das Werk ist vom 26. Juni 1788 datiert und somit die erste der im Sommer 1788 entstandenen drei Sinfonien. Sie hat in der (Früh-)Romantik zahlreiche, aus heutiger Sicht teils kitschig wirkende Deutungen und Unterlegungen erfahren, die teilweise bis ins 20. Jahrhundert reichen: 
- A. Apel (1806)[8] unterlegt der Sinfonie einen Text und schreibt z. B. zum Menuett: „(…) Wirbelnd umschlingen im Tanz sich die Paare / freun sich der Jugend verrauschender Jahre / und bey dem innigen, festen Umfangen / wird mit dem Mädchen der Jüngling vertraut. (…).“
- Ernst Theodor Amadeus Hoffmann (1810):[9] „In die Tiefen des Geisterreichs führt uns Mozart. Furcht umfängt uns: aber ohne Marter ist sie mehr Ahnung des Unendlichen. Liebe und Wehmut tönen in holden Stimmen, die Nacht der Geisterwelt geht auf in hellem Purpurschimmer, und in unaussprechlicher Sehnsucht ziehen wir den Gestalten nach, die freundlich uns in ihre Reihen winken, im ewigen Sphärentanze durch die Wolken fliegen (z. B. Mozarts Symphonie in Es-Dur, unter dem Namen des Schwanengesangs bekannt).“
- Hermann Abert (1955):[10] Die Sinfonie sei Ausdruck „gesunder, bis zum Übermut gesteigerter Daseinsfreude“.
- Theodor Kroyer (1933)[11]: „Die heroischen und elegischen Züge der Symphonie, das F-moll-Thema des Andantes, besonders im Adagio, die heftigen Zweiunddreißgstel und die Herzens-Seufzer kurz bevor sich die krause Stimmung in lächelnde Heiterkeit auflöst, sind reale Erlebnisse, an denen nicht zu zweifeln ist. Insoweit bietet die Es dur-Symphonie also keine Hindernisse für den Erklärer. Schwerer zu deuten ist sie als Ganzes, eben wegen ihrer inneren Gegensätzlichkeit.“ Kroyer sieht zudem mehrere Parallelen zwischen der Es-Dur Sinfonie und Ludwig van Beethovens 3. Sinfonie und behauptet z. B. für den ersten Satz, dass „gewisse Abschnitte ohne weiteres zwischen beiden Symphonien ausgetauscht werden könnten – nur ein Beispiel: der Seitensatz bei Mozart, Takt 97–106 könnte ebenso gut für die Überleitung bei Beethoven, Takt 57 ff. stehen.“ Zudem sieht er noch Zusammenhänge zur 4., 7. und 9. Sinfonie Beethovens.
- Kurt Pahlen (1966):[12]  „Eine glückliche Atmosphäre waltet in diesem Werke, ein helles Licht, eine mit Zärtlichkeit gepaarte Liebenswürdigkeit.“

Die Sinfonie KV 543 erhielt im frühen 19. Jahrhundert den Beinamen „Schwanengesang“. Ursache ist möglicherweise, dass das Werk in mehreren kammermusikalischen Bearbeitungen dieser Zeit an letzter Stelle gedruckt „und daher mit der alten mythologischen Vorstellung vom ‚Schwanengesang‘ als letzter Äußerung eines Künstlers verbunden war.“
Besetzung: Querflöte, 2 Klarinetten in B, 2 Fagotte, 2 Hörner in Es, 2 Trompeten in Es, Pauken, I. Violine, II. Violine, Viola, Violoncello, Kontrabass. Auffällig ist, dass keine Oboe benutzt wird. In zeitgenössischen Orchestern wurde möglicherweise auch ein Cembalo (sofern im Orchester vorhanden) als Generalbass-Instrument eingesetzt.
Aufführungszeit: ca. 30 Minuten. 
Bei den hier benutzten Begriffen der Sonatensatzform ist zu berücksichtigen, dass dieses Schema in der ersten Hälfte des 19. Jahrhunderts entworfen wurde (siehe dort) und von daher nur mit Einschränkungen auf die Sinfonie KV 543 übertragen werden kann. Die hier vorgenommene Beschreibung und Gliederung der Sätze ist als Vorschlag zu verstehen. Je nach Standpunkt sind auch andere Abgrenzungen und Deutungen möglich.

### Erster Satz: Adagio– Allegro
Adagio: Es-Dur, 2/2-Takt (alla breve), Takt 1–25:
Die Audiowiedergabe wird in deinem Browser nicht unterstützt. Du kannst die Audiodatei herunterladen.
Das Adagio beginnt als Wechsel von Akkordschlägen im punktierten Rhythmus (forte) und absteigenden Tonleiterläufen der Violinen (piano). Ab Takt 9 bildet Mozart eine große Klangfläche: über dem Orgelpunkt auf B im Bass (inklusive Paukenwirbel, Cello und Kontrabass im punktierten Rhythmus) spielt die stimmführende Flöte pausendurchsetzte, aufsteigende Akkordfiguren, dazu treten die Violinen mit ihren absteigenden Tonleiterläufen. Mit Wechsel zum Forte in Takt 14 tauschen die Instrumente ihre Rollen: der Bass spielt die Tonleiterläufe (nun aufsteigend), während sich darüber der punktierte Rhythmus zur dominanten Figur entwickelt. Dabei treten auch Dissonanzen auf (Takt 15: Sekunde B-As und Takt 18: Des-C). Der Abschluss der Einleitung kontrastiert mit seiner verhalten-zögerlichen Bewegung und der versetzt zwischen Oberstimme und Bass einsetzenden chromatischen Linie zum vorigen Geschehen.

„Wir betreten den sinfonischen Bau gleichsam durch ein Portal – eine langsame Einleitung, deren punktierte Rhythmen an den barocken Ouvertürenrhythmus erinnern. Im Wechsel von forte und piano, Spannung und Lösung, strahlendem Akkord und schattenhaftem Nachklang, von markanten Schwerpunkten, schwebenden Skalenfigurationen und ausgesungener melodischer Linie wird der Hörer in eine eigene Welt gezogen.“

Langsame Einleitung zu Sinfonien benutzt Mozart auch bei KV 425 und KV 504. Für eine Sinfonie von Michael Haydn schrieb er die separate Einleitung  KV 444.
Allegro: Es-Dur, 3/4-Takt, Takt 26–309
Die Audiowiedergabe wird in deinem Browser nicht unterstützt. Du kannst die Audiodatei herunterladen.
Das erste Thema hat einen lyrischen Charakter und wird piano von Streichern und Holzbläsern vorgetragen. Es ist in zwei 14-taktige Hälften gegliedert, die wiederum aus Untereinheiten bestehen. In der ersten Hälfte ist die 1. Violine stimmführend, in der zweiten Hälfte der Bass. Echoartig versetzt geben die Holzbläser dazu kennzeichnende Einwürfe. 
Im Forte-Block ab Takt 54 erinnert der gebrochene Es-Dur-Dreiklang am Anfang etwas an das Hauptthema des ersten Satzes aus Beethovens 3. Sinfonie. Daran schließt sich eine Abfolge aus im Tremolo geführter Melodielinie der Violinen, Tonrepetitionen in Verbindung mit heftigen Intervallsprüngen (größer als zwei Oktaven) sowie virtuosen Sechzehntel-Läufen abwärts an, wobei Letztere an die Tonleiterläufe aus der Einleitung erinnern. Die Passage endet mit einem wiederholten, bewegt-hüpfenden Unisono-Motiv, das für den weiteren Satzverlauf von Bedeutung ist („Galopp-Motiv“). 
Das zweite Thema (Takt 98–118) steht in der Dominante B-Dur und wird ebenso wie das erste Thema im Piano von Streichern und Holzbläsern gespielt. Es lässt sich in mehrere Motive gliedern:
- Motiv A (Takt 98–105): Dialog zwischen abwärtsgehender Achtelfigur in den Violinen und Antwort der Bläser, dazu „Trommelbass“ auf B,
- Motiv B (Takt 106–109): absteigende Kadenzfloskel der Holzbläser mit Streifung von c-Moll,
- Motiv C (Takt 110–114): gesangliche Melodie in den Violinen / der Viola; schreitende Bassbegleitung in durch Pausen unterbrochenen gehenden Achteln,
- Motiv D (Takt 115–118): Schlusswendung der Holzbläser und Streicher mit Staccato.

Der anschließende Forte-Block ab Takt 119 ist mit der im Tremolo aufsteigenden Melodielinie ähnlich dem Abschnitt ab Takt 54 gestaltet (z. B. Takt 125 f. ähnlich Takt 64 f.) und besitzt einen gleichsam energischen Charakter. Die Exposition endet mit einem aufsteigenden Unisono-Lauf und dem „Galoppmotiv“ in B-Dur, sie wird wiederholt. 
Die Durchführung (Takt 143–183) verarbeitet insbesondere das „Galoppmotiv“, das anfangs im Streicherpiano in g-Moll, dann überraschend im Unisono-Forte auf Des-Dur eintritt. Nach einem Zwischenspiel von Motiv A und B des zweiten Themas auf As-Dur (Takt 147–159) wird das Galoppmotiv versetzt zwischen 1. Violine und Bass nach c-Moll, B-Dur, F-Dur und As-Dur moduliert. Die anschließende Passage ab Takt 168 ist ähnlich Takt 119 ff. strukturiert und endet „offen“, als in Takt 180 anstatt des zu erwartenden Schlusses auf der Tonikaparallelen c-Moll eine Generalpause einsetzt. Daraufhin folgen die Holzbläser mit einer dreitaktigen, zögerlich-chromatischen Figur, die strukturell an das Ende der Einleitung erinnert. Hier jedoch bildet sie das Ende der Durchführung bzw. leitet von dieser zur Reprise über, die in Takt 184 einsetzt und überwiegend ähnlich der Exposition gestaltet ist. Der Abschnitt ab Takt 293 ist gegenüber der Exposition um virtuose Sechzehntel-Läufe, die an die Einleitung erinnern, erweitert und kann als Coda angesehen werden. Durchführung und Reprise werden nicht wiederholt. 
Vermutlich hat der Beginn einer Sinfonie Michael Haydns, die dieser im August 1783 komponiert hatte, für Mozart einige Anregungen für die Komposition des Allegros gegeben.

### Zweiter Satz: Andante con moto
As-Dur, 2/4-Takt, 161 Takte
Die Audiowiedergabe wird in deinem Browser nicht unterstützt. Du kannst die Audiodatei herunterladen.
Bezüglich der Form des Satzes wird eine zweiteilige Struktur vorgeschlagen:
Erster Abschnitt (Takt 1–95)
- 1. Teil (Takt 1–27): Vorstellung des Hauptthemas im Streicherpiano, das nach dem Muster A-B-A´ aufgebaut ist. A sowie B und A´ werden jeweils wiederholt. Das Hauptmotiv im A-Teil ist dabei viertaktig und nochmals in zwei durch eine Pause getrennte Untermotive teilbar, das letztere davon mit „treppenartiger“ Aufwärtsbewegung („Anfangsmotiv“ und „Treppenmotiv“). Charakteristisch für den ganzen Teil ist die Bewegung im punktierten Rhythmus. Der A´-Teil greift zum Ende hin das Hauptmotiv in Moll auf und führt es erstmals nicht mehr zur Dominante Es, sondern zurück zur Tonika As.
- 2. Teil (Takt 28–52): Nach zwei Überleitungstakten setzt in Takt 30 das ganze Orchester forte mit einer stürmisch-bewegten Passage ein, die in der Tonikaparallele f-Moll beginnt und zwei neue Motive (Motiv 1: Takt 30 ff.; Motiv 2: Takt 46 ff.) enthält. Durch große Intervallsprünge, Synkopen und Tremolo kommt eine starke Kontrastwirkung zum ruhigeren 1. Teil zustande. Zwischengeschaltet ist ein Abschnitt im Piano, bei der „Anfangsmotiv“ und „Treppenmotiv“ des Themas im Dialog zwischen Klarinetten / Fagott sowie Bass / Viola aufwärts sequenziert werden (Takt 38–45).
- 3. Teil (Takt 53–67): Die „Schlussgruppe“ bringt eine Phrase aus zwei kontrastierenden Motiven (Holzbläsermotiv mit versetztem Einsatz: klopfende Tonrepetition und Abwärtsbewegung im Piano, dann Streicherantwort im Forte). Die Phrase wird wiederholt, allerdings mit Fortspinnung des Bläsermotivs auf Kosten der Streicherantwort.

Zweiter Abschnitt (Takt 68–161)
- 1. Teil (Takt 68–95): Wie auch im ersten Abschnitt tritt hier eine A-B-A´-Struktur auf. Die Instrumentierung ist z. T. verändert, zudem die Hauptmelodie mit einer Gegenstimme versehen. Diese kann im A-Teil aus dem Ende des „Treppenmotivs“ abgeleitet werden, während sie im B-Teil lediglich aus abwärtsgehenden Sechzehnteln im Staccato besteht. Die Takte 92 ff. bilden mit ihrer Chromatik eine Überleitung zum nächsten Teil und wechseln dabei über das von As-Dur tonartlich weit entfernte Fis-Dur nach h-Moll zu Beginn des nächsten Teils.
- Der 2. Teil (Takt 96–125) entspricht weitgehend dem 2. Teil vom ersten Abschnitt, jedoch mit veränderten Harmonien (in h-Moll beginnend). Das „Zwischenspiel“ mit dem Anfangs- und dem Treppenmotiv enthält zudem die gegenstimmenartige Sechzehntel-Bewegung analog Takt 77 ff.
- Der 3. Teil (Takt 125–140) entspricht weitgehend jenem vom ersten Abschnitt, jedoch nun in der Tonika As anstatt der Dominante Es.
- In der Coda (Takt 140–161) bildet zunächst das Treppenmotiv eine überleitungsartige Passage, ehe das Hauptmotiv als Ganzes seinen letzten Auftritt hat, und zwar in der Gestalt von Takt 68 ff. (d. h. zunächst wie am Satzanfang, dann mit Gegenstimme). Daraufhin wird das Treppenmotiv fortgesponnen, steigert sich bis zum Forte-Unisono der Holzbläser und beendet den Satz als einfache Ganzschlusswendung (Es-Dur/As-Dur).

### Dritter Satz: Menuetto. Allegretto
Es-Dur, 3/4-Takt, mit Trio 68 Takte
Die Audiowiedergabe wird in deinem Browser nicht unterstützt. Du kannst die Audiodatei herunterladen.
Der Charakter des Menuetts wird in der Literatur z. T. etwas derb mit Beschreibungen wie „stampfender Deutscher Tanz“ oder „weinfröhlich aufstampfende(s) Tanzmenuett“ wiedergegeben. Der Satz beginnt mit seinem kräftigen Hauptthema in Frage-Antwort-Struktur, das auf Akkordmelodik mit den Grundharmonien (Tonika: Es-Dur, Subdominante: As-Dur, Dominante: B-Dur) basiert. Kontrastierend dazu antworten die Streicher im Piano mit einer sanft-weichen Wendung, die den ersten Teil beendet. Der zweite Teil führt die Melodie vom Satzbeginn auf der Dominante B-Dur fort und wiederholt ab Takt 25 reprisenartig den ersten Teil. 
Das Trio steht ebenfalls in Es-Dur und hat einen ländlerartigen Typus. Im ersten Teil ist die 1. Klarinette stimmführend, während die Streicher und die 2. Klarinette begleiten (letztere mit einer durchgehenden Achtelbewegung). Die Flöte bringt echoartige Wiederholungen der Klarinettenstimme. In der ersten Hälfte des zweiten Teils ist die Rollenverteilung der Klarinetten auf die Violinen übertragen (d. h. 1. Violine stimmführend, 2. Violine in Achtelbewegung begleitend). Die zweite Hälfte wiederholt den ersten Teil, d. h. die Struktur entspricht der des Menuetts. Bernhard Paumgartner (1945) spricht hier von einem „unsterblichen Klarinettenidyll“.

### Vierter Satz: Finale. Allegro
Es-Dur, 2/4-Takt, 264 Takte
Die Audiowiedergabe wird in deinem Browser nicht unterstützt. Du kannst die Audiodatei herunterladen.
Der stürmische Satz erinnert an ein Perpetuum mobile. Das erste Thema ist tänzerisch und wird zunächst nur von den beiden Violinen im Piano mit stimmführender 1. Violine vorgestellt. Wesentlich für den weiteren Satz ist dabei das Anfangsmotiv: Sechzehntel-Auftaktbewegung aufwärts, Sechzehntel-Figur abwärts, zwei Achtel aufwärts und anschließender Intervallsprung abwärts. Dieses „Wirbelmotiv“ tritt im Satzverlauf vollständig oder unvollständig (nur die Sechzehntel-Floskel) auf. Das insgesamt achttaktige Thema wird ab Takt 9 im Forte des ganzen Orchesters wiederholt, geht jedoch bereits ab Takt 15 ohne Zäsur in einen neuen Abschnitt über. 
Dieser Abschnitt steht durchweg im Forte und enthält v. a. Akkordmelodik (Es-Dur, f-Moll, B-Dur), Läufe und betonte Oktavsprünge im Bass. Ab Takt 37 stabilisiert sich F-Dur, das doppeldominantisch zum zweiten, variierten Auftritt des ersten Themas in B-Dur wirkt (ab Takt 42, anstelle des sonst üblichen, zum ersten Thema kontrastierenden zweiten Themas): Insgesamt sechstaktig, ist der Vordersatz zwischen 1. Violine und den Holzbläsern dialogisch aufgeteilt, der Nachsatz enthält eine abwärtsgehenden Vorschlagsfigur. Nach der Wiederholung der Variante schließt sich eine Passage (Takt 54–61) auf dem verminderten Cis-Akkord an, bei dem über einem Synkopenmotiv in der 1. Violine Flöte und Fagott sich das unvollständige Wirbelmotiv zuwerfen. 
Bis zum Ende der Exposition in Takt 104 folgen dann kleinere fanfarenartige Motive und Floskeln (Läufe, trillerartige Sechzehntel-Figuren, Tonrepetition) sowie das unvollständige Wirbelmotiv versetzt in den Holzbläsern und den Violinen. Theodor Kroyer (1933) beschreibt die Passage ab Takt 85 als „niederländische Jahrmarktscene“ mit einem „Dudelsack à la Musette“. Die Exposition wird wiederholt. 
Die Durchführung (Takt 105–152) basiert im Wesentlichen auf dem Wirbelmotiv: Anfangs erscheint es zweimal im G-Dur-Forte-Unisono, um nach einer Generalpause in Gestalt der ersten Hälfte vom Hauptthema auf As-Dur einzusetzen. Die harmonische Rückung in den Holzbläsern (Takt 113/114) führt zu einer Modulationspassage des vollständigen Wirbelmotivs, die in E-Dur beginnt und u. a. über G-Dur und c-Moll führt. Ab Takt 124 verdichtet sich das Geschehen, indem sich Violinen und Bass / Viola das unvollständige Wirbelmotiv nicht mehr dialogisch zuwerfen, sondern versetzt nebeneinander spielen. Hierbei findet zudem eine Abwärts-Sequenzierung statt, die in Takt 135 auf G-Dur endet. Das Wirbelmotiv wird dann zweimal im Forte-Unisono gespielt, d. h. der Hauptteil der Durchführung endet, wie er angefangen hat. Die Passage von Takt 138 ff. kann als Rückleitung zur Reprise angesehen werden. Sie stellt einen chromatischen Abwärtsgang im Piano dar, in dem neben gehaltenen Bläserakkorden wiederum das Wirbelmotiv die Hauptrolle spielt. 
Die Reprise (Takt 153 ff.) ist ähnlich der Exposition strukturiert. Die Schlussgruppe (Takt 251 ff.) ist allerdings erweitert. Bemerkenswert ist das Satzende: die zweimalige Wiederholung des (unvollständigen) Wirbelmotivs im Es-Dur-Unisono-Forte mit anschließender Generalpause. Dieses „Abschnappen“ wurde bereits von H. G. Nägeli (1826) und auch von weiteren Autoren (z. T. kritisch) herausgehoben: „So ist der Schluß des Finales (…) in den zwey letzten Takten so styllos unschließend, so abschnappend, dass der unbefangene Hörer nicht weiß, wie ihm geschieht.“ Das Ende der Sinfonie steht somit im Kontrast zu ihrem majestätischen Beginn mit der langsamen Einleitung.